# Distretto di Kisvárda
Il distretto di Kisvárda (in ungherese Kisvárdai járás) è un distretto dell'Ungheria, situato nella provincia di Szabolcs-Szatmár-Bereg.